# Sunsilk
Sunsilk (рус. Сансилк) — британский бренд средств по уходу за волосами, принадлежащий компании Unilever. Основан в 1954 году в Великобритании. В настоящее время средства Sunsilk продаются в большинстве стран мира.

## История
Бренд Sunsilk был основан в Великобритании в 1954 году. В то же время средства начали продаваться в 45 странах. В то время Sunsilk имел преимущество перед другими шампунями на рынке, поскольку его нужно было нанести только один раз, что означало, что он должен был смывать с волос меньше натуральных масел. Крем-шампунь Sunsilk для сухих волос был выпущен в 1954 году.
В 1960 году был выпущен шампунь Sunsilk Tonic, содержащий аллантоин — заживляющий кожу ингредиент.
В 1961 году шампунь Sunsilk Liquid был перезапущен под названием Sunsilk Beauty, потому что слово «Liquid» в названии первоначально использовалось для того, чтобы отличить продукт от порошковых шампуней, и стало бессмысленным, поскольку большинство шампуней теперь были в жидкой форме.
С 1962 года под брендом Sunsilk продаются шампуни для различных типов волос.
В 1966 году формула продукции Sunsilk была изменена. С тех пор начали выпускаться новые варианты.
Лак для волос Sunsilk был запущен в производство в 1964 году для выхода на растущий рынок лаков для волос, но в 1966 году была разработана новая формула продукта.
В 1969 году шампунь Sunsilk был переупакован в новые бутылки из поливинилхлорида.
Кондиционер Sunsilk был выпущен в 1971 году с тремя вариантами для сухих, нормальных и жирных волос. В 1973 году компания Sunsilk выпустила аэрозольный фиксирующий лосьон. Бутылка для шампуня эконом-размера была представлена в 1974 году.
В 1980 году линейка Sunsilk была перезапущена с улучшенными рецептурами и дизайном упаковки, чтобы восстановить позиционирование бренда и идентичность бренда на рынке.
В 1985 году начался выпуск мусса для укладки Sunsilk, за которым в 1987 году последовал мусс для кондиционирования.
В 1993 году начался выпуск новой линейки шампуней и кондиционеров. Торговая марка Seda/Sedal «Elida Hair Institute» разработала продукты в ответ на маркетинговые исследования.
В 2001 году под брендом Sunsilk начался выпуск красок для тёмных волос азиатского типа. Они продаются в Индии, Пакистане и Таиланде.